# 일본 64식 소총
일본 64식 소총(64式 7.62mm 小銃은 일본 자위대의 제식 전투소총이다. 일본 7.62 × 51 mm 탄(7.62 × 51 mm NATO 표준탄보다 장약이 적다)을 사용하며, 쇼트 스트로크 가스피스톤 방식으로 작동한다.

## 개요
일본 방위성은 M1 개런드를 대체할 자동소총의 국산화를 추진하였고, 이에 따라 호와공업이 1964년에 개발을 완료한다. 설계에 일본인의 체형을 고려했으며, 독자적인 완속(緩速)기구를 채용하여 발사 속도가 느리다. 이에 따라 연발사격시 미군의  M14 소총에 비해 집탄성이 좋다. 발사 모드 선택기에는 ア(안전)·タ(단발)·レ(연발)이라고 표시되어 있다. 일반적으로, 일본 자위대에서는 7.62 × 51 mm NATO 탄보다 화약을 줄여 연발 사격시의 집탄성을 높인 탄(감소 장탄)을 사용한다. 표준 7.62 × 51 mm NATO 탄도 사용할 수 있는데, 사용하는 탄에 따라 가스량 조절기를 조작하여야 한다. 20발 들이 탄창을 사용하며, 중량은 양각대를 포함하여 약 4.4kg이다. 1984년 당시 납품단가는 17만엔으로, 엔/달러 환율이 250엔이었던 그 당시 가치로는 680달러의 가격이었다. 2018년 현재의 달러 가치로는 1,200달러, 대략 현재 가치로 130만원~150만원의 가격이었다.

## 배급처
육, 해, 공의 3자위대에서 쓰이는 것 이외에도 해상보안청에서도 채용되어 있다. 미군이 당시 채용했던 M14과 같은 7.62 × 51 mm NATO를 쓰고 있다. 그러나, 미국은 M16을 채용 및 배치하기 시작했기 때문에 주일미군과 탄환을 공용할 수 없게 되었다. 그리고, 개발당시의 공법이 깎아내기를 많이 써서 양각대를 쓰는 진지에 따라 경기관총으로 쓰려고 고려되었기 때문에, 총신 내구의 강화등으로 무거워져 보통과대원(다른 나라에서는 보병이란 의미)를 취급하는 소총으로서는 무거운 부류에 속하게 되었다.

## 저격소총 버전
64식 소총에는 조준경을 장착할 수 있고 저격총으로서의 운용도 가능하다.
일반적으로는 맞출 확률이 높은 총에 조준경을 장착한다고 하나, 실제 운용시에는 각 분대 안에서 사격기술이 높은 자가 저격수가 되고, 그 개인에게 지급된 총에 조준경이 장착되는 경우가 많다. 또한, 기본적으로 연습 또는 사격경연회에서 사용하는 경우 이외의 평소 보관시에는 조준경은 떼며 항상 저격총으로 사용하는 것도 아니다.
조준경은 미군이 2차대전때 채용한 M1C/D 개런드에 장착되었던 M84 망원 조준경과 매우 유사한 일본 니콘제로 배율은 M84와 같은 2.2배율이다. 이 조준경의 상하조절기(Elevation Knob)에는 0~800m까지의 표시되어 있고, 저격거리에 맞추기에 따라 각 거리에 맞게 탄을 쓸 수 있지만, 64식 소총의 명중률과 조준경의 배율의 제한에 의해 사람에 따라 실제로 맞출 수 있는 정도는 대략 500m까지이다. 거울 안 눈금은 중심부가 떨어진 T자형으로 선 자체도 가늘기 때문에 해가 질 때나 어두울 때는 조준하기 어렵다.
조준경의 장착부는 나사 1개에 의해 고정되기에 조준이 흐트러지기 쉽고, 쓰고 난 후에는 운반에 세세한 주의가 필요하다. 마운트와 리시버에는 반동이 있어, 마운트 장착시에는 리시버와의 사이에 천조각을 두어, 반동을 멎게 하는등 부대 안에서는 갖가지 시도를 한다고 한다. 총의 구조상, 총신의 제일 위에 조준경을 장착하지 못하고 위치가 총신의 좌측으로 비스듬하게 되도록 장착하지 않으면 안되는 탓에, 저격시에는 칙패드를 붙여야만 하지만, 이 경우 가늠쇠와 가늠자는 쓸 수 없게 된다.
현재, 육상자위대에는 미국 M24 SWS 저격총이 대인저격총으로서 배치되고 있지만, 64식 소총도 각 보통과 중대에서는 저격용으로서 몇정 정도 남겨두고 있다.

## 89식 소총 채용후
후기인 일본 89식 소총의 제식화에 의해 갱신되었지만, 아직도 많은 수의 64식 소총이 입대직후의 신입대원 교육용이나 예비자위관 훈련용으로 사용되고 있다. 그런 한편, 현재의 소구경탄약과 비교하여 절대적 위력인 옛날 탄약을 지지하는 목소리도 적지 않다.

## 같이 보기
- 일본 89식 소총
- 62식 기관총